# Romulus et Rémus (film, 2019)
Pour les articles homonymes, voir Romulus et Rémus (homonymie).
Pour plus de détails, voir Fiche technique et Distribution.
Romulus et Rémus, parfois commercialisé sous le titre Le Premier Roi (Il primo re), est un film historique belgo-italien coécrit et réalisé par Matteo Rovere et sorti en 2019.
Situé au VIIIe siècle av. J.-C., le sujet du film est les frères bergers Romulus et Rémus et la fondation de Rome. Il a été tourné entièrement en latin archaïque, dans un souci de réalisme historique.

## Résumé
Latium, 753 av. J.-C. : les deux frères bergers Romulus et Rémus sont emportés par une crue soudaine et violente du Tibre, perdant tout leur bétail et échouant sur le territoire de la puissante cité d'Albe la Longue, dont les habitants les prennent comme esclaves. Se rebellant contre leurs ravisseurs, les deux frères libèrent également les autres prisonniers latins et sabins et, après avoir remporté la bataille, parviennent à s'échapper vers le Tibre, prenant en otage, à la demande de Romulus, Satnei, prêtresse de la déesse Vesta, porteuse du feu sacré, afin de conserver la faveur des dieux. Au cours de la fuite, un désaccord survient entre le chef latin Tefarie d'une part et Rémus d'autre part, en raison de l'insistance de ce dernier à emmener avec lui son frère Romulus, gravement blessé lors de la rébellion. Rémus tue Tefarie en duel, devenant ainsi de facto le leader de la tribu nouvellement formée.
Menée par Rémus, la tribu tend une embuscade victorieuse à un groupe de guerriers du clan Tête de Loup et atteint leur pagus, désormais habité uniquement par des vieillards, des femmes et des enfants, dont Rémus se nomme roi. Au cours d'un sacrifice, Rémus demande à Satnei un oracle pour connaître son avenir. La prêtresse prédit que l'un des deux frères deviendra un grand roi et fondera un empire plus grand que toute imagination ; pour devenir tel, cependant, il devra tuer l'autre frère. Rémus et sa tribu interprètent la divination en voyant en Romulus celui qui devra mourir pour la grandeur de son frère.
Rémus, refusant d'accepter un tel ordre divin qui l'oblige à sacrifier son frère, se déchaîne contre les dieux, éteint le feu sacré de Vesta, tue le vieux prêtre du pagus et enchaîne Satnei au milieu de la forêt, proie sans défense des animaux sauvages. De retour au village, il y met le feu et réduit tous les habitants en esclaves. Bientôt, Romulus, maintenant complètement rétabli, affronte son frère qui, ayant réalisé ses excès, tente en vain de libérer Satnei, maintenant mourant après avoir été attaqué par les animaux. Satnei révèle à Rémus qu'ils ont tous deux joué involontairement leur rôle dans la prophétie et que le fratricide désigné est désormais Romulus, ayant été épargné par son frère. Avant de mourir, la prêtresse exhorte enfin Rémus à fuir.
Romulus devient le chef des habitants du pagus car il parvient à rallumer le feu sacré et charge une jeune femme du village de le surveiller pour qu'il reste allumé, instituant ainsi la première vestale. Rémus et sa tribu tentent d'atteindre le Tibre, mais sont attaqués et décimés par la cavalerie albaine. Rémus et quelques autres sont sauvés par l'intervention de la tribu de Romulus pour les défendre.
Bien que Romulus soit prêt à faire la paix avec son frère, Rémus revendique sa tribu pour lui-même, les considérant comme ses esclaves. Désormais isolé, Rémus a menacé d'éteindre le feu sacré gardé par la tribu de Romulus, franchissant la ligne que son frère avait tracée sur le sol, l'avertissant de ne pas la franchir. Un combat mortel s'engage alors entre les deux, au cours duquel Rémus, conscient de ne plus avoir de partisans dans la tribu, décide de faire le sacrifice ultime, incitant son frère à le tuer pour que la prophétie se réalise. À l'article de la mort, Rémus a fait la paix avec son frère, le reconnaissant comme son roi et l'encourageant à traverser le fleuve pour y fonder une cité sûre.
Romulus et sa tribu traversent donc le Tibre et dressent un bûcher pour son frère, comme ce dernier l'avait demandé avant sa mort. Romulus fait le vœu de construire sur ses cendres la ville la plus grande et la plus puissante que le monde ait jamais vue, capable de renverser la domination de l'impitoyable Albe la Longue et de tout tyran, et où tous les Latins pourront trouver un foyer sans distinction ni préjugé, donnant à cette ville le nom de Rome.
Dans le générique, une carte animée montre l'expansion du territoire soumis à Rome au fil des siècles, qui culmine en 117 sous l'empereur Trajan.

## Fiche technique
Sauf indication contraire, les informations mentionnées dans cette section peuvent être confirmées par la base de données cinématographiques IMDb,  présente dans la section « Liens externes ».
- Titre français : Romulus et Rémus[3],[4] ou Le Premier Roi[5]
- Titre original : Il primo re[6]
- Réalisation : Matteo Rovere
- Scénario : Filippo Gravino, Francesca Manieri, Matteo Rovere
- Photographie : Daniele Ciprì
- Montage : Gianni Vezzosi
- Musique : Andrea Farri
- Pays d'origine : Italie
- Langue originale : latin archaïque
- Format : couleur
- Genre : historique
- Durée : 123 minutes[6]
- Dates de sortie :
  - Italie : 31 janvier 2019
  - Suisse romande : 8 juillet 2019 (Festival international du film fantastique de Neuchâtel 2019)
  - France : 4 mai 2020 (vidéo à la demande)

## Distribution
- Alessandro Borghi (VFB : Sébastien Hébrant) : Rémus
- Alessio Lapice (it) (VFB : Maxime Van Santfoort) : Romulus
- Fabrizio Rongione (VFB : Jean-Pierre Denuit) : Lars il Vecchio
- Massimiliano Rossi (it) (VFB : Philippe Résimont) : Tefarie
- Tania Garribba (it) (VFB : Nathalie Stas) : Satnei la Vestale
- Michael Schermi (it) (VFB : Alain Eloy) : Arant la Bestia
- Max Malatesta (VFB : Steve Driesen) : Veltur
- Vincenzo Pirrotta (VFB : Pierre Bodson) : Cai il Sabino
- Vincenzo Crea : Elaxantre il Ragazzo
- Lorenzo Gleijeses (VFB : Marc Weiss) : Purtnas il Cacciatore
- Gabriel Montesi (it) : Adieis il Gentile
- Ludovico Succio (VFB : Maxime Donnay) : Marce
- Antonia Fotaras (it) : Ramtha
- Emilio De Marchi : Testa di Lupo

Version française dirigée par Alexandra Correa chez Titra Film (Belgique), d'après une adaptation des dialogues d'Hélène Grisvard.

## Récompenses
- David di Donatello 2020[7],[8]
  - meilleur producteur pour Groenlandia, Gapbusters, Rai Cinema et Roman Citizen
  - meilleure photographie pour Daniele Ciprì
  - meilleur son